# Claude Costy
Claude Costy, ook wel Claude Häusermann Costy, (1931) is een Frans-Zwitserse architecte. Ze werd vooral bekend door haar 'bellenhuizen'.

## Biografie
Claude Costy studeerde aan de École d’architecture et d’urbanisme te Genève en leerde het vak bij architect Maurice Novarina. Ze ondernam ook een studiereis naar de Verenigde Staten. Tussen 1966 en 1973 werkte ze samen met haar man Pascal Häusermann in de stijl van het futurisme met veel ronde vormen. Met de landing op de maan planden ze voor huisvesting op de maan en de stad van de toekomst. 
Sinds het einde van het jaren 1990 is ze vooral actief in de creatie van aardewerk en keramiek. 

## Werk (selectie)

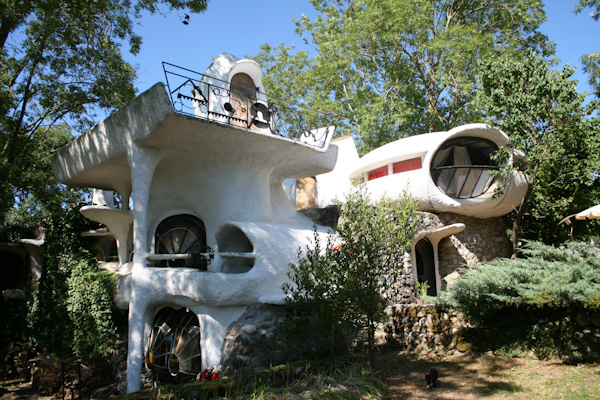
'Maison bulle' (Minzier)

- École enfantine (Douvaine)
- 1973 - Maison Unal (Labeaume)
- Maison Cavy (Essonne)
- Huis (Maison bulle) (Minzier)[2]

- Bibliothèque nationale de France: cb12612242n (data)
- Gemeinsame Normdatei: 1079302050
- International Standard Name Identifier: 0000 0003 9975 2001
- Système universitaire de documentation: 168593491
- Virtual International Authority File: 295318843
- WorldCat: E39PBJt8jd6T7KqvYGrjFJJCcP